# Cavars
Els cavars o cavares (en llatí Cavari o Cavares, en grec antic Καύαροι o Καούαροι) eren un poble celto-lígur de la Gàl·lia Narbonesa.
Estrabó diu que els volques, a la riba occidental del Roine, tenien els sal·luvis i els cavars a la part oposada. El nom de cavars s'aplicava en general als gals que vivien en aquella riba, i tot i ser anomenats bàrbars, una majoria havien adoptat la llengua i els costums romans, i alguns havien obtingut la ciutadania romana.
El seu territori era entre el Roine i l'Isère, i se suposa que concretament a la regió d'Avenio (Avinyó) i Arausio (Aurenja) i potser Carpentoracte (Carpentràs). Claudi Ptolemeu diu que la ciutat de Valença, pertanyia als segal·launs, i tant ell com Plini el Vell diuen que entre els segal·launs i els cavars hi vivien els tricastins.